# Joaquim Maria Machado de Assis

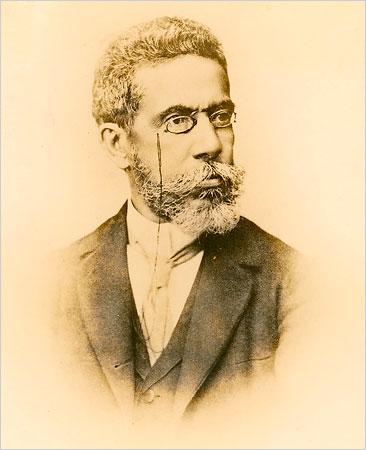
Joaquim Maria Machado de Assis

Joaquim Mario Machado de Assis (21. června 1839 Rio de Janeiro – 29. září 1908 Rio de Janeiro) byl brazilský spisovatel, autor románů, povídek, básní i dramat, velmi uznávaný ve své rodné zemi, méně známý mimo ni.

## Život a dílo
Jeho práce do roku 1881 jsou ceněny méně, jako typická díla romantické literatury své doby. Za průlomovou však literární teorie považuje práci Memórias póstumas de Brás Cubas (Posmrtné paměti Bráse Cubase), kde Assis představil zcela nový, neobvyklý styl, vystavěný v jakési opozici k tehdy vlivnému naturalismu. Excentrický a cynický vypravěč, „malý vítěz“, v ní vypráví svůj život, s mnoha odbočkami, „volnými asociacemi“ a poněkud disparátně, mnohé kapitoly jako by ani neměly konec. Za podobně novátorské jsou považovány prózy Quincas borba (1891) a Dom Casmurro (1899).
Byl znám jako obhájce monarchismu. Roku 1896 se stal prvním předsedou Brazilské literární akademie a byl jím až do své smrti.